# Musikschule Bregenz

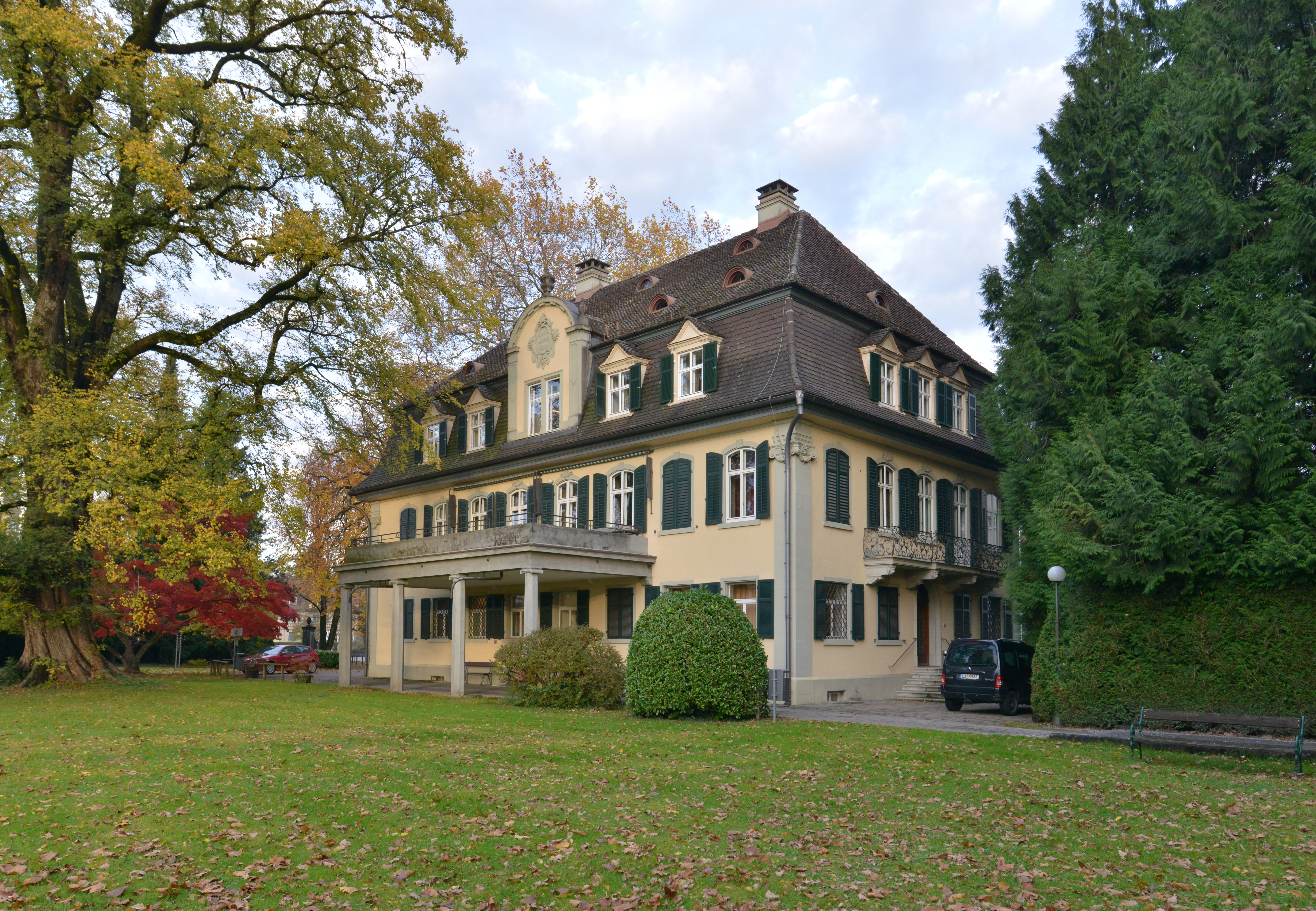
Villa Liebenstein

Die Musikschule Bregenz ist die Musikschule in der Stadt Bregenz in Vorarlberg. Das Hauptgebäude der Musikschule ist die Villa Liebenstein, die unter  Denkmalschutz steht.

## Villa Liebenstein
Bauherr der Villa war Gustav Adolf Freiherr von Liebenstein, k.k. Leutnant und Gutsbesitzer in Rieden. Ab 1880 wurde das Gebäude von Alwin Hauser als private, behördlich autorisierte Handelsschule mit Internat genutzt. Zu Beginn des 20. Jahrhunderts wechselte das Gebäude mehrfach den Eigentümer,  die Nutzung der Villa als Handelsschule wurde 1902 beendet, diese Funktion übernahm die Handelsschule Lustenau. 1910 kam die Immobilie in den Besitz der Unternehmerfamilie Schoeller. Nach dem Zweiten Weltkrieg nutzte die französische Besatzungsmacht die Villa als Dienststelle, 1953 ging sie an die Wollgarnspinnerei Schoeller GmbH. Seit 1982 gehört die Villa der Stadt Bregenz, die das Gebäude als städtische Musikschule nutzt.